# Gyászbogárszerűek
A gyászbogárszerűek (Tenebrionoidea) a rovarok (Insecta) osztályába, ezen belül a bogarak (Coleoptera) rendjébe és a mindenevő bogarak (Polyphaga) alrendjébe tartozó öregcsalád.

## Rendszerezés
Az öregcsaládba tartozó családok:
- korhóbogárfélék (Aderidae) (Winkler, 1927)
- fürgebogárfélék (Anthicidae) (Latreille, 1819)
- Archeocrypticidae (Kaszab, 1964)
- fenyőkéregbogár-félék (Boridae) (C. G. Thomson, 1859)
- Chalcodryidae (Watt, 1974)
- taplószúfélék (Ciidae) (Leach in Samouelle, 1819)
- Ischaliidae (Blair, 1920)
- komorkafélék (Melandryidae) (Leach, 1815)
- hólyaghúzófélék (Meloidae) (Gyllenhal, 1810)
- marókafélék (Mordellidae) (Latreille, 1802)
- gombabogárfélék (Mycetophagidae) (Leach, 1815)
- álzsizsikfélék (Mycteridae) (Blanchard, 1845)
- álcincérfélék (Oedemeridae) (Latreille, 1810)
- Promecheilidae  (Lacordaire, 1859)
- fogasállúbogár-félék (Prostomidae) (C. G. Thomson, 1859)
- Pterogeniidae (Crowson, 1953)
- bíborbogárfélék (Pyrochroidae) (Latreille, 1807)
- sárkánybogárfélék (Pythidae) (Solier, 1834)
- darázsbogárfélék (Ripiphoridae) (Gemminger et Harold, 1870)
- álormányosbogár-félék (Salpingidae) (Leach, 1815)
- cérnanyakúbogár-félék (Scraptiidae) (Mulsant, 1856)
- Stenotrachelidae (C. G. Thomson, 1859)
- Synchroidae (Lacordaire, 1859)
- gyászbogárfélék (Tenebrionidae) (Latreille, 1802)
- álkomorkafélék (Tetratomidae) (Billberg, 1820)
- Trachelostenidae (Lacordaire, 1859)
- Trictenotomidae (Blanchard, 1845)
- Ulodidae (Pascoe, 1869)
- héjbogárfélék (Zopheridae) (Solier, 1834)
- családon kívül egy nem: Rhizonium (Sharp, 1876)

## Képek

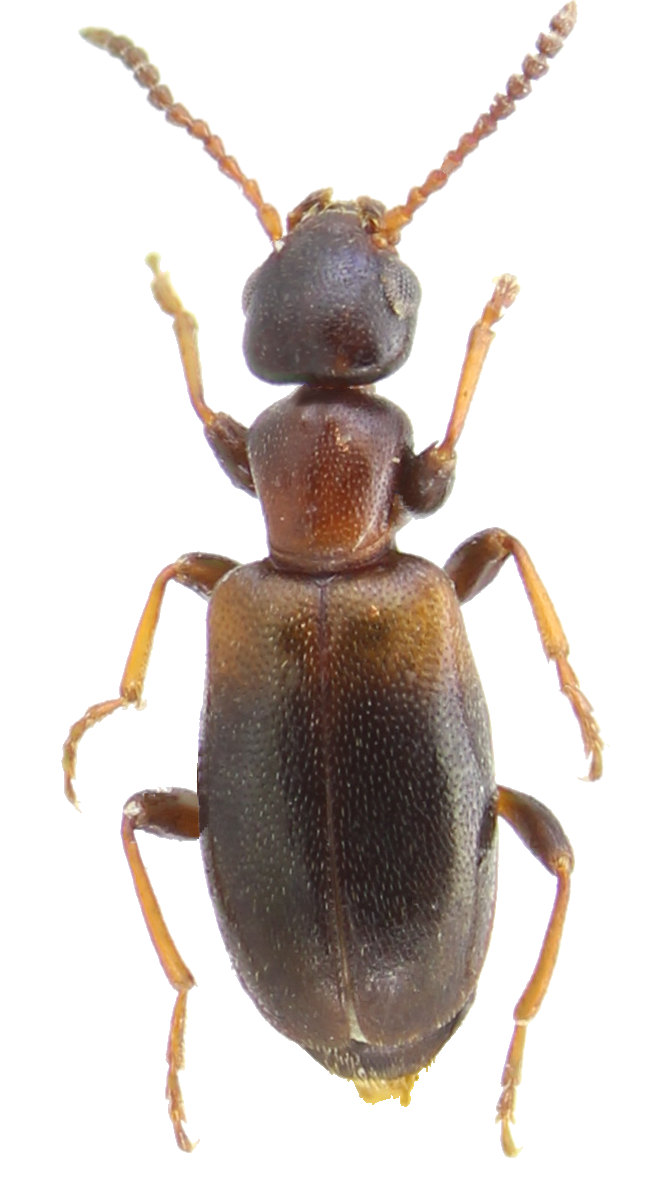
(Omonadus floralis) (Fürgebogárfélék)
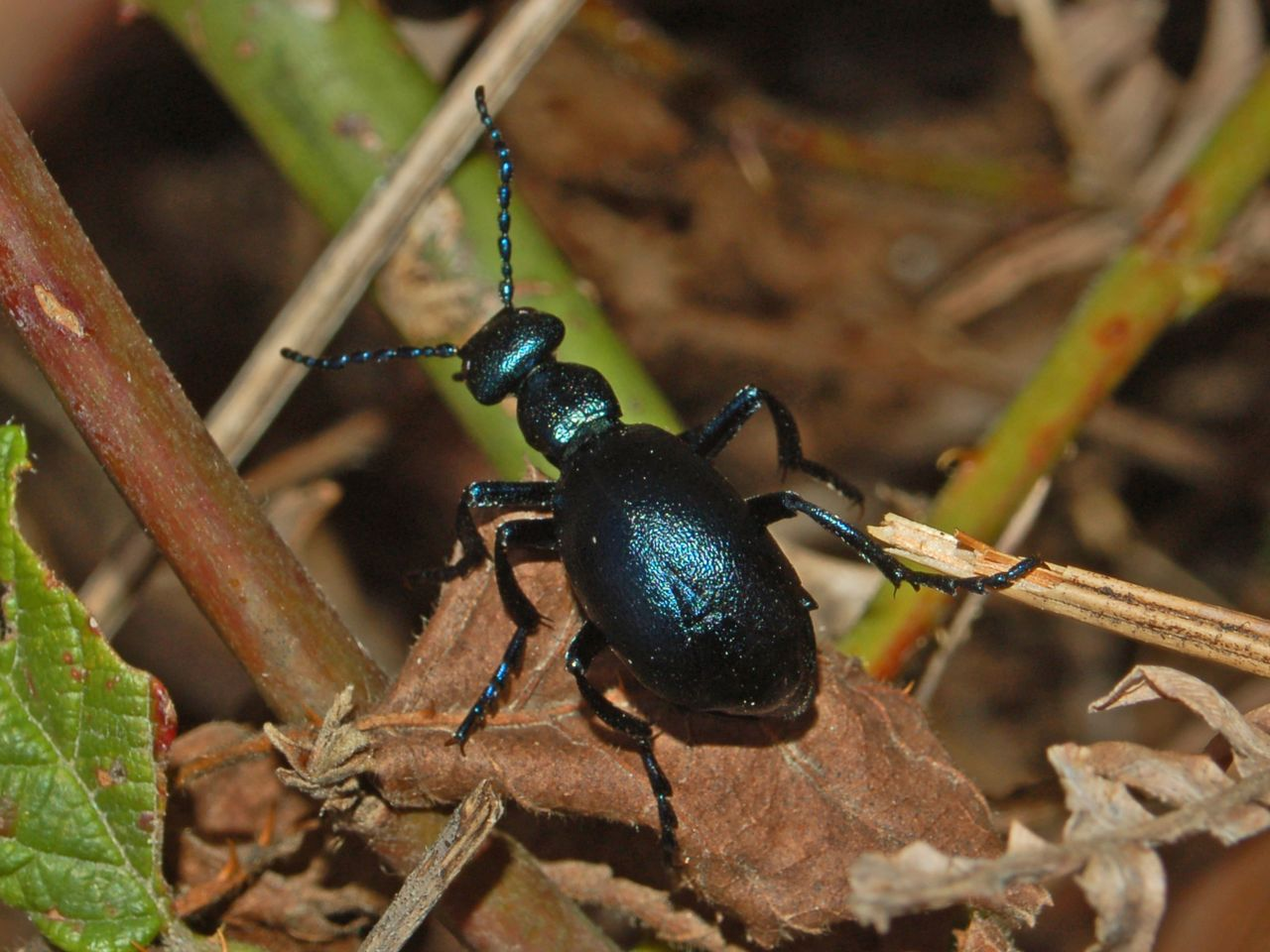
Kék nünüke (Meloe violaceus) (Hólyaghúzófélék)
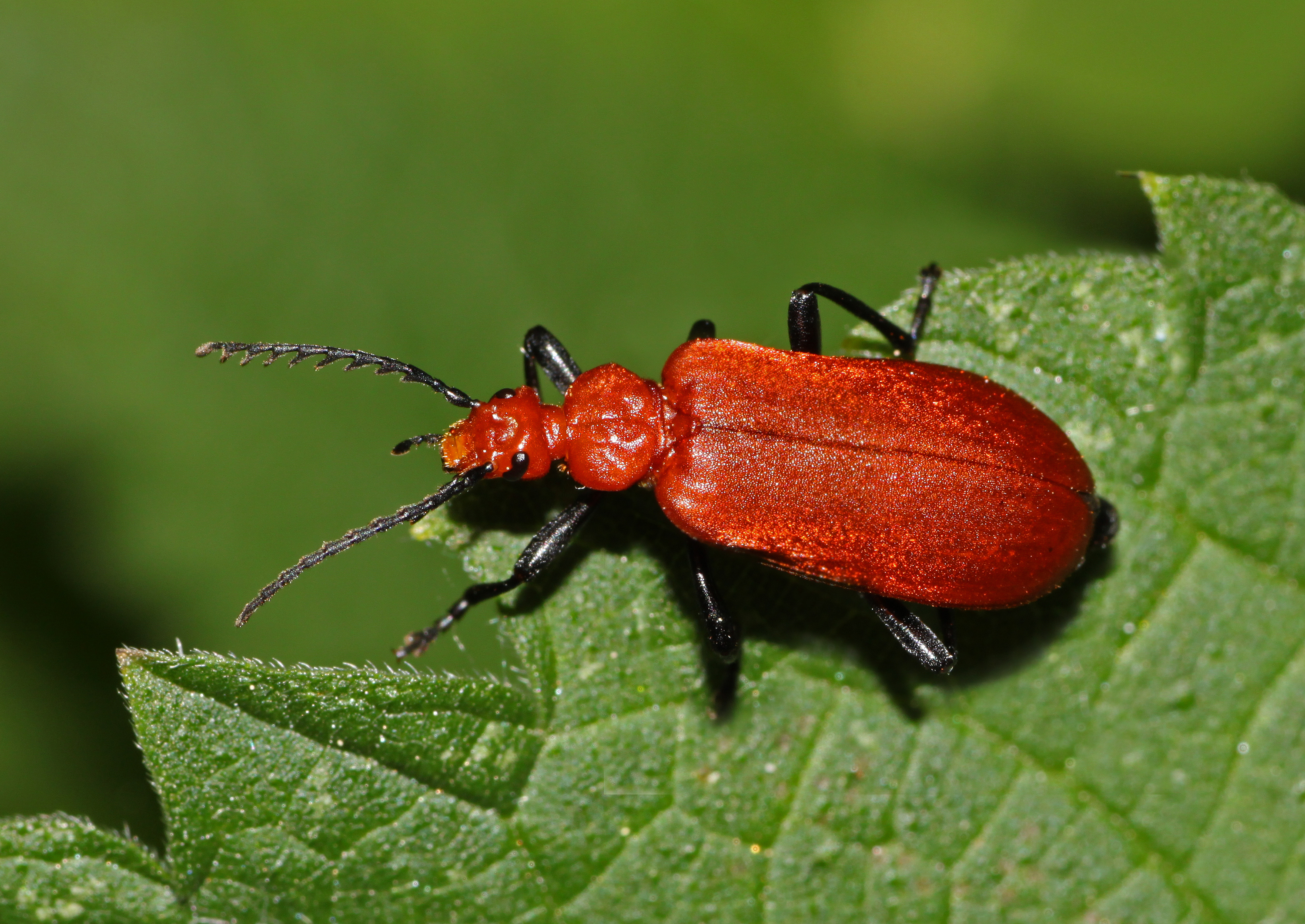
Közép-bíborbogár (Pyrochroa serraticornis) (Bíborbogárfélék)
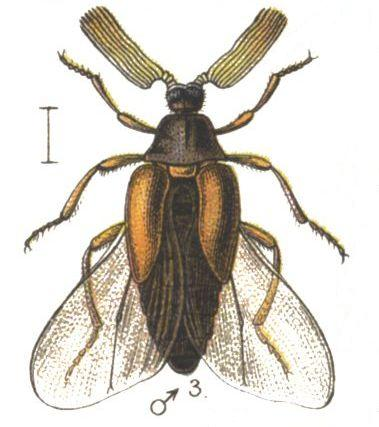
(Rhipidius pectinicornis) (Darázsbogárfélék)
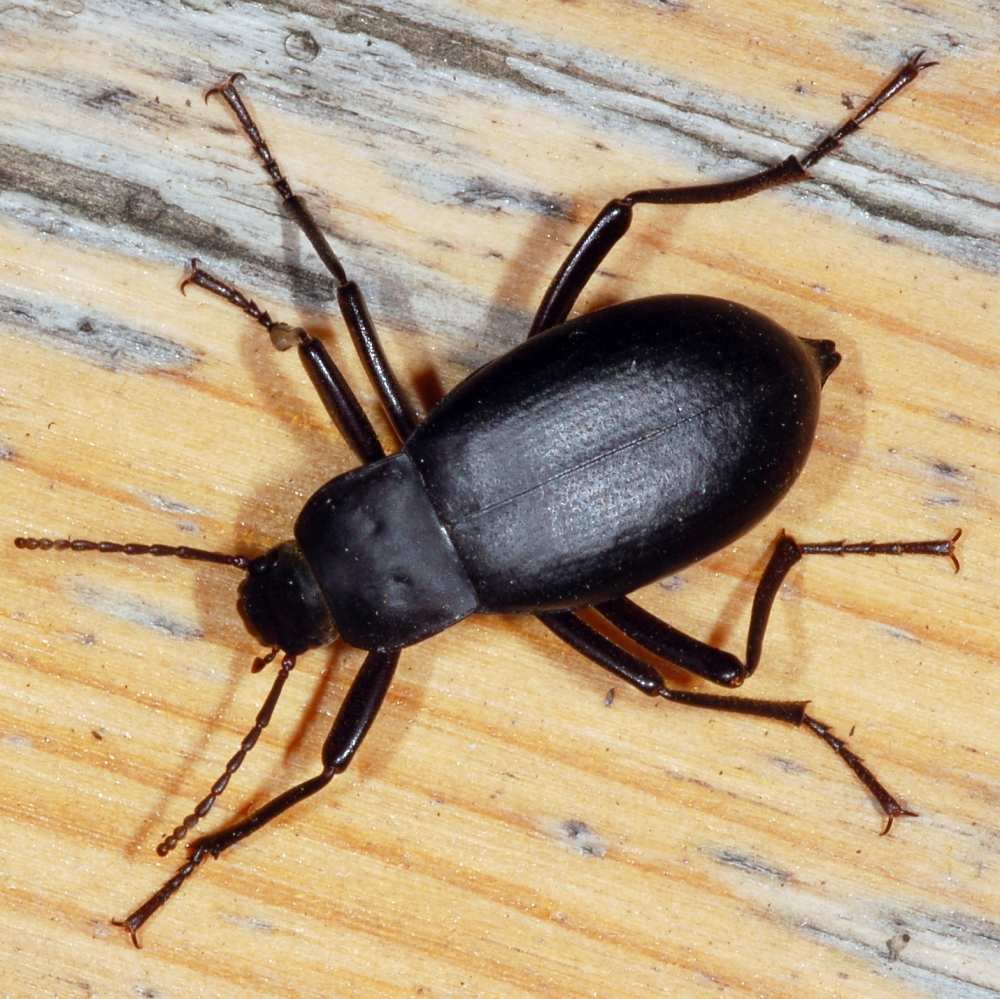
Halottbűzű bogár (Blaps mortisaga) (Gyászbogárfélék)
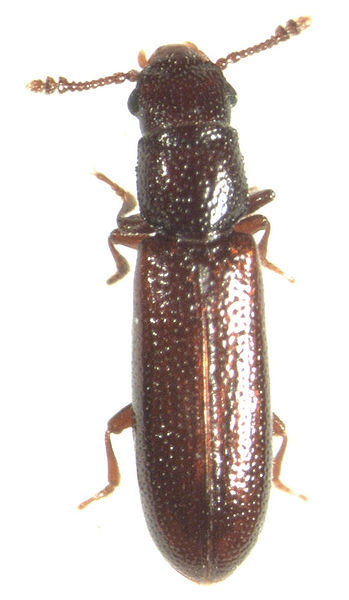
(Rhizonium antiquum) (incertae saedis)
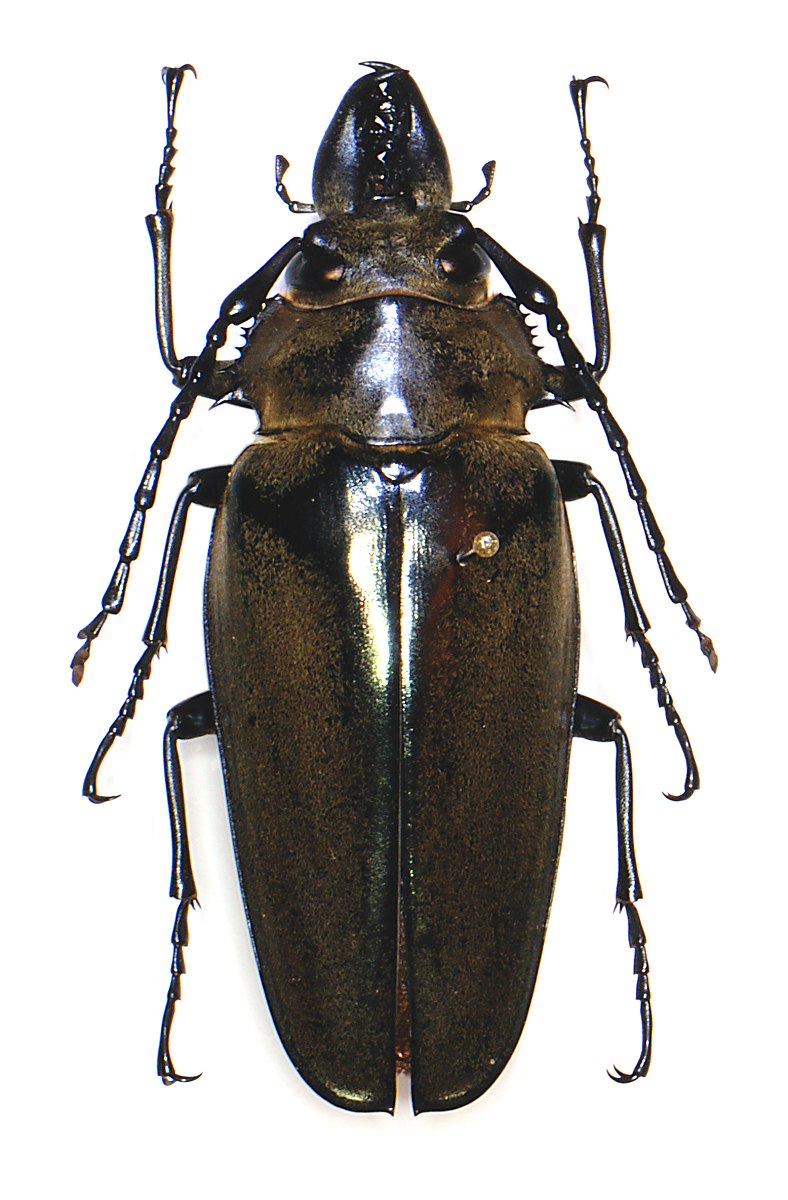
(Autocrates vitalisi) (Trictenotomidae)
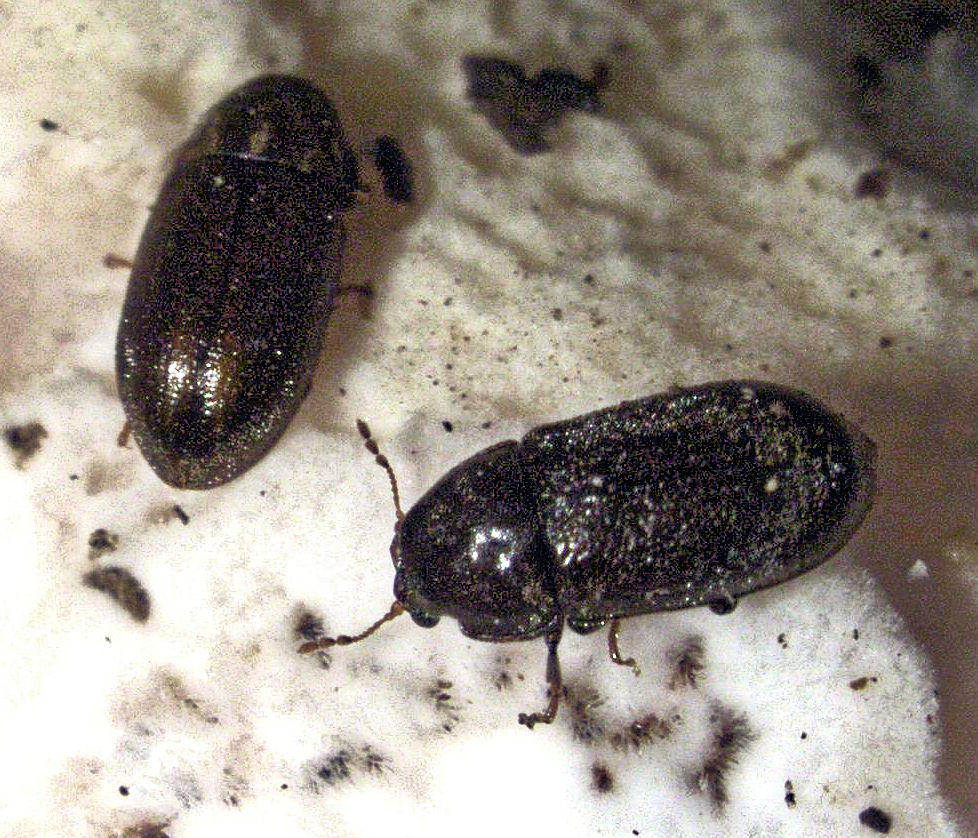
(Cis boleti) (Taplószúfélék)
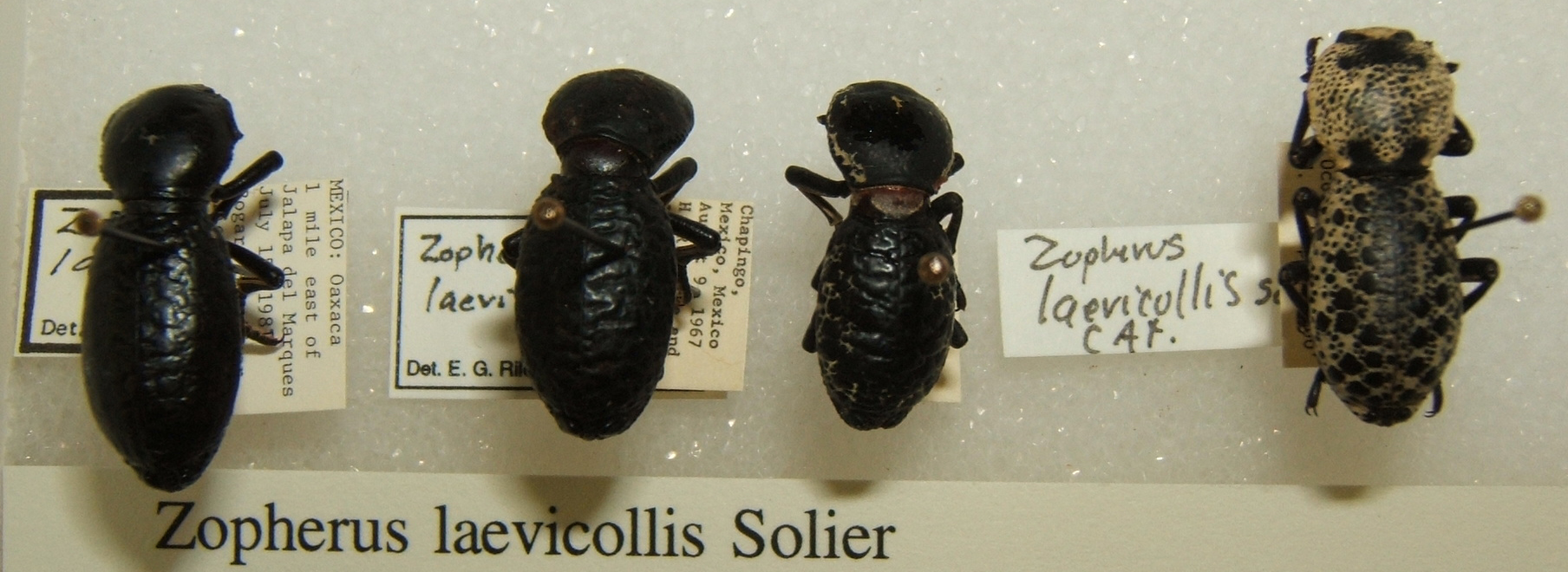
(Zopherus laevicollis) (Héjbogárfélék)